# Kuon-ji

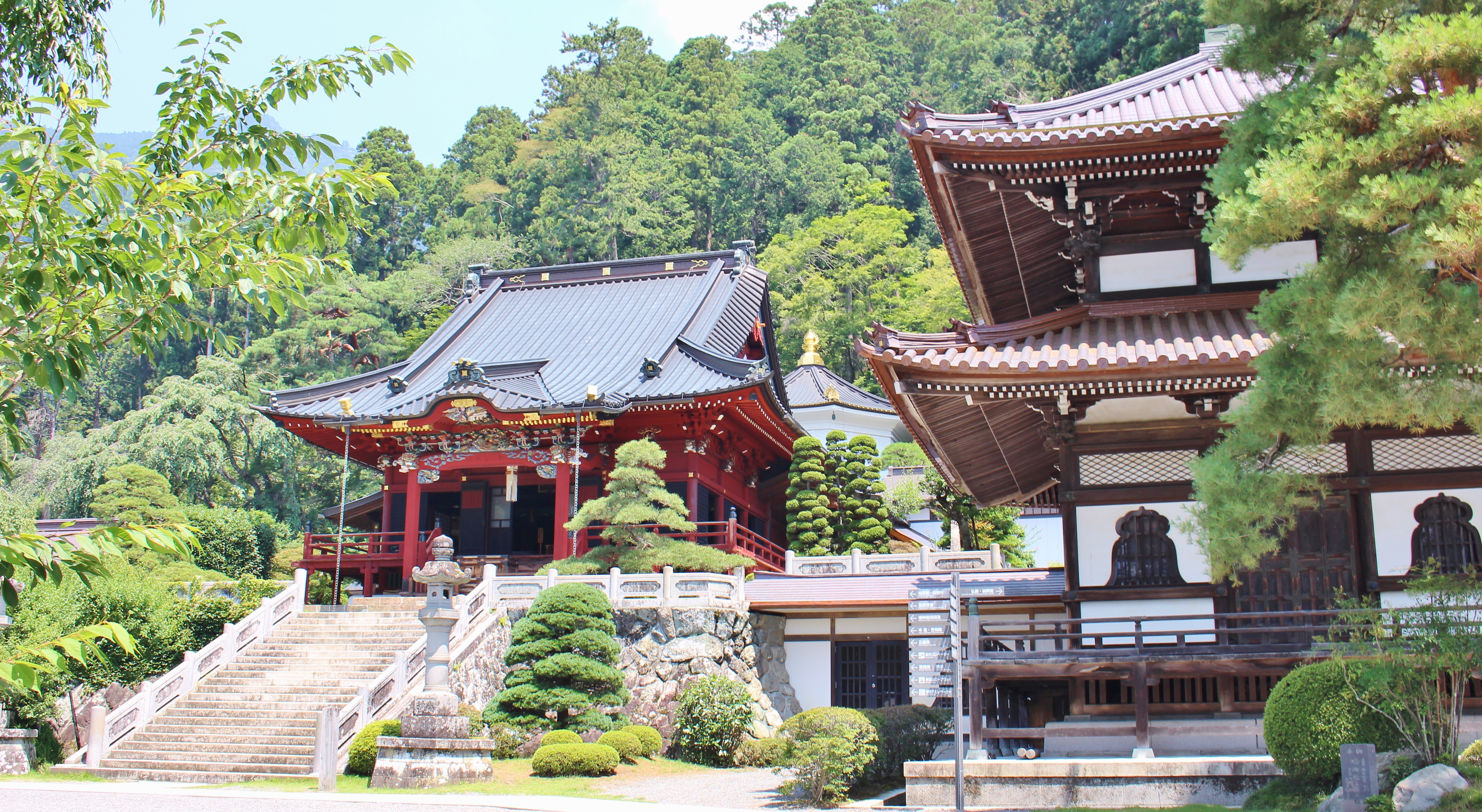
Minobu-san Kuon-ji

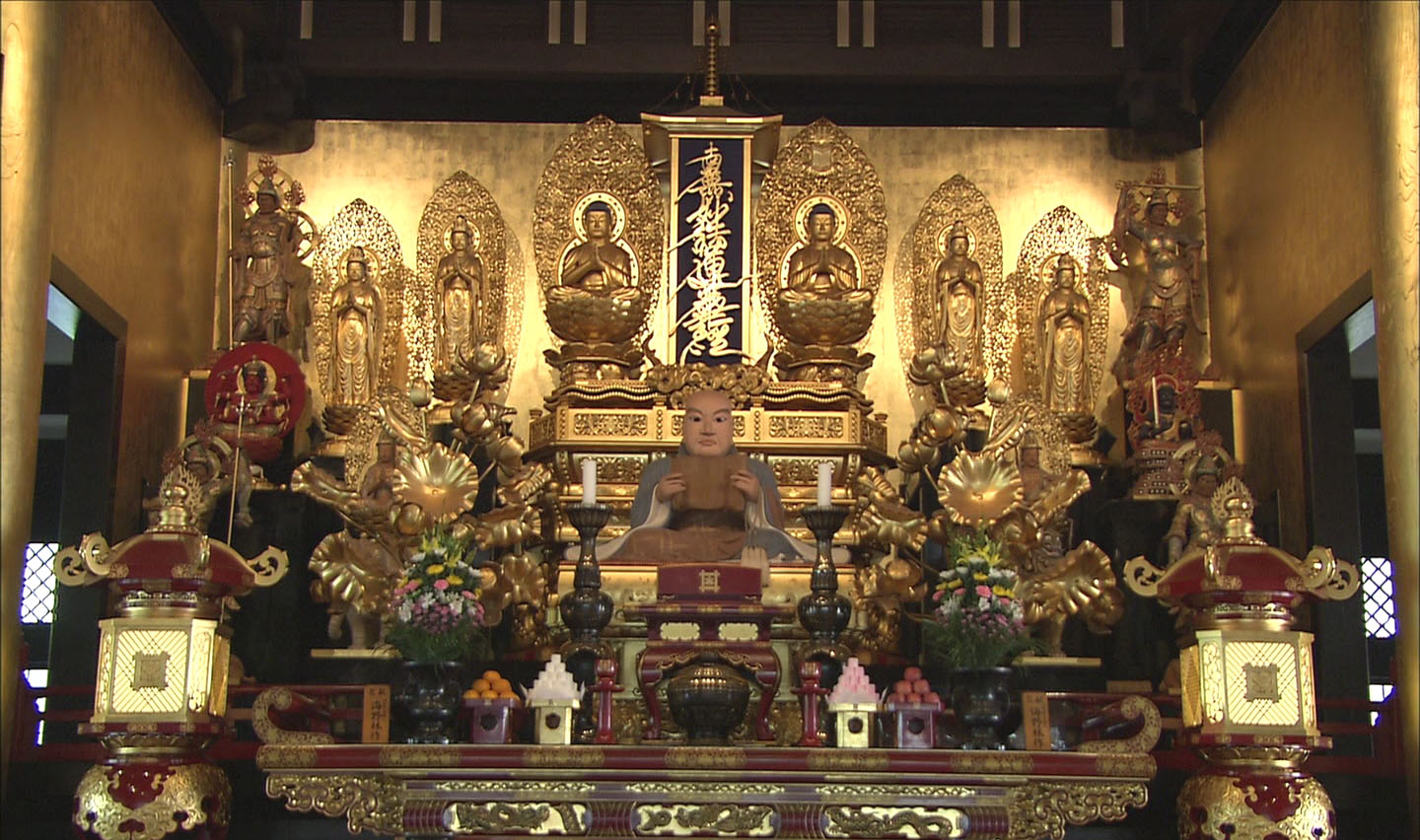
Innenansicht des Hondō

Der Kuon-ji (jap. 久遠寺) ist ein buddhistischer Tempel an dem Berg Minobu (身延山) in der Stadt Minobu (Landkreis Minamikoma) in der japanischen Präfektur Yamanashi. Er ist der Haupttempel der Nichiren-shū, die älteste der auf den buddhistischen Reformer Nichiren zurückgehenden Schulen des Nichiren-Buddhismus.

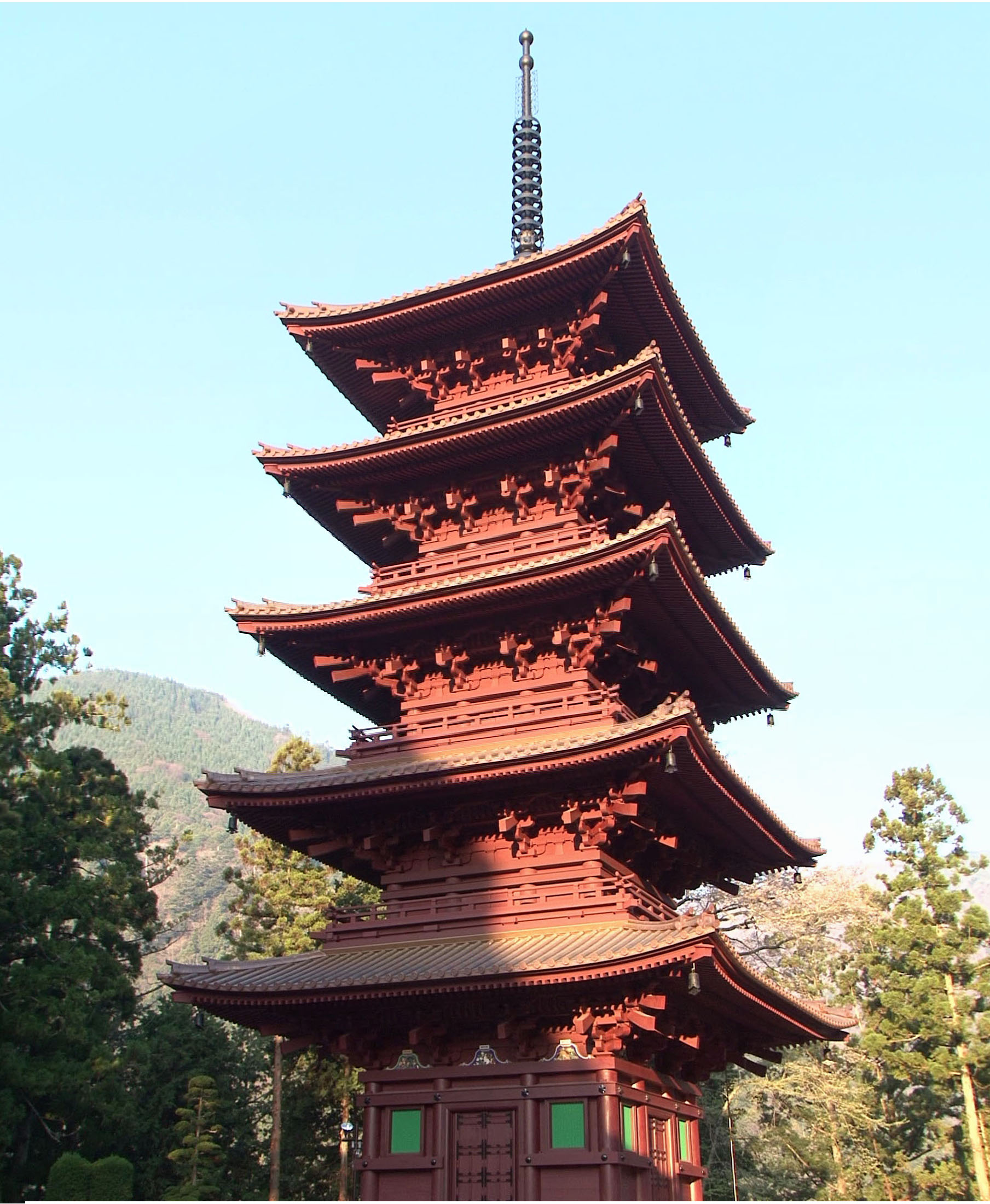
Die fünfstöckige Pagode (gojū-no-tō) des Kuon-ji

Auf Einladung des Nichiren-Anhängers und Grundverwalters Nambu Sanenaga (南部六郎 実長) kam Nichiren an den Berg Minobu und gründete dort im Juni des Jahres 1274 mit dessen Hilfe eine Einsiedelei.
Die ersten Monate verbrachte Nichiren hier mit nur einer kleinen Gruppe ausgewählter Schüler. Doch bereits im Jahr 1278 hatten sich zeitweise 60 Anhänger in der damals noch kleinen Behausung eingefunden. Am 21. November 1281 verließ Nichiren sein Quartier, um unweit davon einen Tempel zu gründen, den er Minobusan Kuon-ji nannte.
1706 wurde der Tempel vom Kaiserhaus als „Chokuganji“ (勅願寺) ausgezeichnet, also als ein Tempel, an dem regelmäßig Gebete zum Wohlergehen der Bevölkerung und für den wachsenden Wohlstand des Landes gesprochen werden. Viel vom Kuon-ji wurde während eines großen Brandes im Jahr 1875 zerstört, wurde aber seitdem wieder aufgebaut.
Auf dem heutigen Tempelgelände befindet sich auch das Grabmal Nichirens, in dem seinem letzten Willen gemäß seine Asche aufbewahrt wird.
Am 10. Mai 2018 wurden 18 Gebäude der Tempelanlage in die Liste der materiellen Kulturgüter Japans aufgenommen.